# Acanthocephalus acutispinus
Acanthocephalus acutispinus är en hakmaskart som beskrevs av Machado 1891. Acanthocephalus acutispinus ingår i släktet Acanthocephalus och familjen Echinorhynchidae. Inga underarter finns listade i Catalogue of Life.